# 蘇羅通ST-5機炮

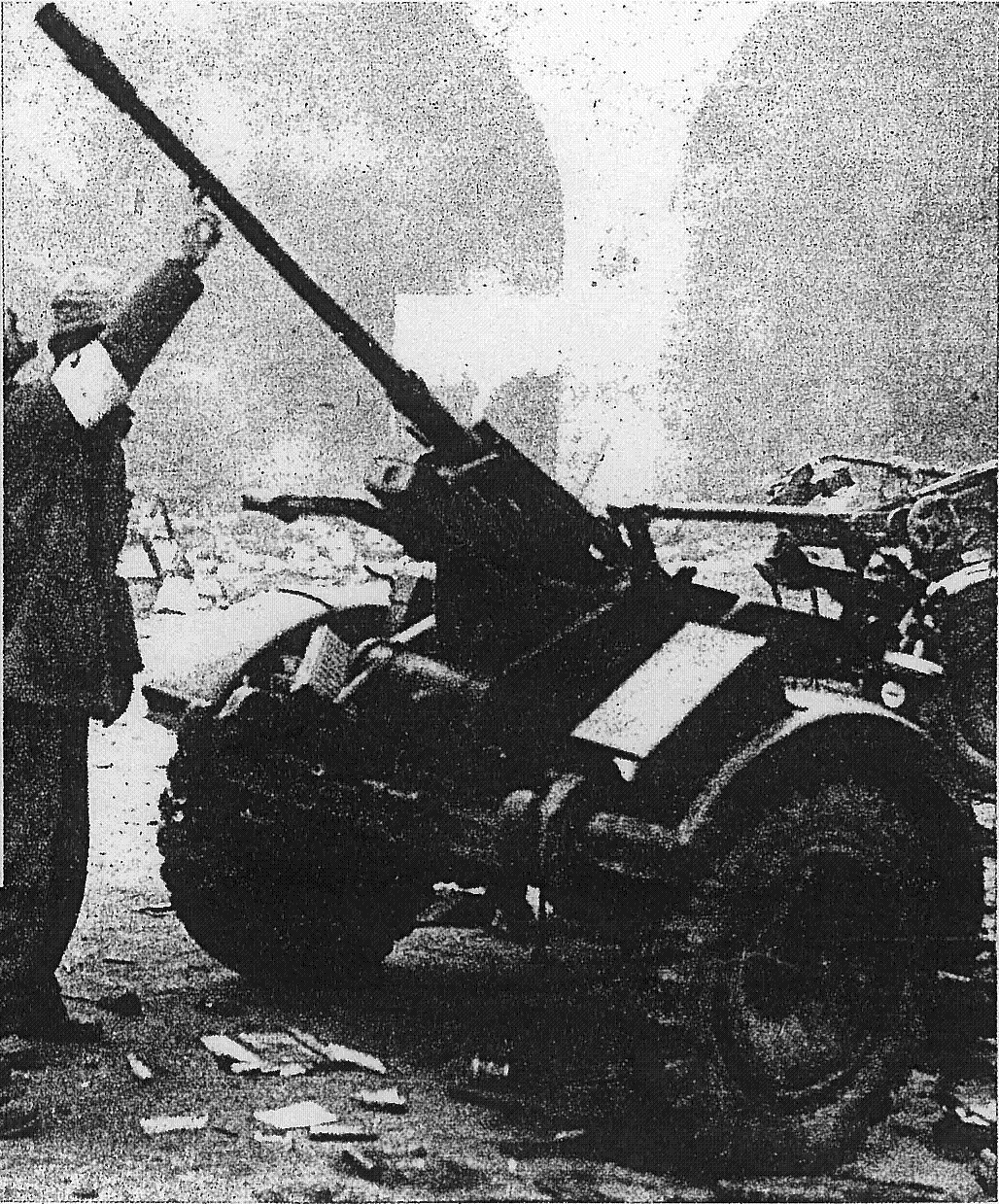
南京保衛戰期間被日軍繳獲的國軍蘇羅通ST-5機炮

蘇羅通ST-5機炮（德語：Solothurn ST-5）德國萊茵金屬公司為了逃避《凡爾賽條約》對第一次世界大戰後德國軍火工業的限制而在瑞士成立的子公司蘇羅通生產的一種20毫米防空機炮，此炮後來發展成為二次大戰時納粹德軍使用的Flak 30機炮，除了德國，此炮在抗戰時期也有用於中國國軍，國民政府在1935年（民國24年）在德國軍事顧問的建議之下少量購入，經過中央軍試用後效果良好而大量購買而成為抗戰時期國軍主力防空機炮。
蘇羅通ST-5機炮可以裝上車輪以戰馬拖運移動，到發射陣地改裝在一個三腳架上並可360度轉動，射擊時也很穏定，唯一缺點就是鑲入時比較費時。

## 基本資料

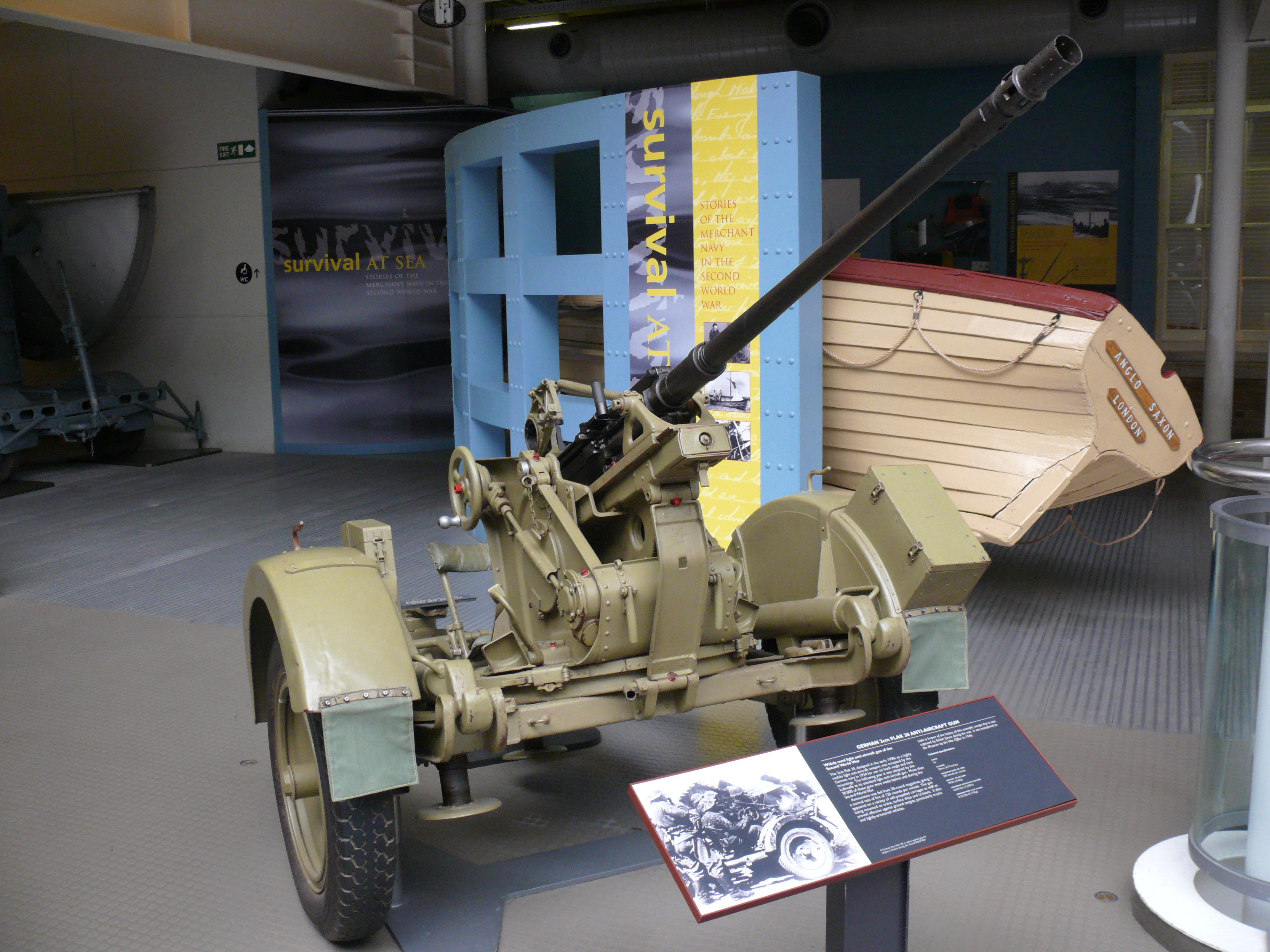
蘇羅通ST-5機炮是德軍Flak 30機炮的原型，圖為Flak 30機炮

- 口徑:20毫米
- 炮管長:2.15米(65倍徑)
- 炮身重:80公斤
- 方向射界:360度
- 高低射界:-15度至+85度
- 炮彈初速:850米/秒
- 最大射高:3,400米
- 最遠射程:2公里
- 射速:320發/分鐘
- 供彈:20發裝彈匣
- 操作方式:氣動式
- 操作人數:3人

## 實戰

### 中國戰場
1937年抗日戰爭爆發，8月13日開始淞滬會戰，國軍第88師的蘇羅通ST-5機炮曾在上海戰區作為防空火器，但後來的南京保衛戰當中國軍的蘇羅通ST-5機炮被日軍擄獲。
1938年台兒莊戰役期間，國軍中央軍第20軍團各部的蘇羅通ST-5機炮參加了戰鬥，由於該炮能發射曳光彈、曳光高爆彈和穿甲彈，故在戰場上除了防空還用來射擊日軍裝甲車和重機槍火力點以支援陸戰，第150團在蘇羅通ST-5機炮的火力支援之下攻佔劉莊，第149團利用蘇羅通ST-5機炮擊毀3輛日軍坦克，其餘最後一輛倉惶撒退，4月13日，該團的蘇羅通ST-5機炮又在李莊車站擊毀12輛日軍坦克和讓日軍付出陣亡70多人的傷亡代價。
張晴光撰 血戰餘生(臺灣商務印書館出版)有許多關於此炮訓練與使用之描述. 還包括在江西時利用此炮對集結之日軍掃射, 估計斃傷日軍達百人之多...

## 使用國家
- 納粹德國(生產國)
- 保加利亚
- 中華民國